# Klaus Eder (Soziologe)
Klaus Eder (* 2. September 1946 in Burgoberbach) ist ein deutscher Soziologe.
Von 1989 bis 1994 war Eder Professor für Soziologie am Europäischen Hochschulinstitut in Florenz, seit 1994 ist er Professor für Soziologie an der Humboldt-Universität Berlin (Lehrbereich Vergleichende Strukturanalyse). Eder war bis 2018 Mitherausgeber des Berliner Journals für Soziologie.
Eders Forschungsschwerpunkte sind die vergleichende Sozialstrukturanalyse des Europäisierungsprozesses sowie „Öffentlichkeit und Demokratie in der Europäischen Union“.
Zu seinen wichtigsten Schülern zählt Hans-Jörg Trenz.

## Schriften (Auswahl)
- Die Entstehung staatlich organisierter Gesellschaften. Ein Beitrag zu einer Theorie sozialer Evolution. Suhrkamp, Frankfurt am Main 1976, ISBN 3-518-06028-7 (Zugleich: Konstanz, Universität, Dissertation, 1976).
- Geschichte als Lernprozess? Zur Pathogenese politischer Modernität in Deutschland. Suhrkamp, Frankfurt am Main 1985, ISBN 3-518-57726-3 (Zugleich: Düsseldorf, Universität, Habilitations-Schrift).
- Die Vergesellschaftung der Natur. Studien zur sozialen Evolution der praktischen Vernunft (= Suhrkamp-Taschenbuch Wissenschaft 714). Suhrkamp, Frankfurt am Main 1988. ISBN 3-518-28314-6 (In englischer Sprache: The social construction of nature. A sociology of ecological enlightenment. Sage Publications, London u. a. 1996, ISBN 0-8039-7849-9).
- Kulturelle Identität zwischen Tradition und Utopie. Soziale Bewegungen als Ort gesellschaftlicher Lernprozesse (= Europäische Bibliothek interkultureller Studien. Bd. 6). Campus-Verlag, Frankfurt am Main u. a. 2000, ISBN 3-593-36243-0.
- mit Valentin Rauer und Oliver Schmidtke: Die Einhegung des Anderen. Türkische, polnische und russlanddeutsche Einwanderer in Deutschland. VS, Verlag für Sozialwissenschaften, Wiesbaden 2004, ISBN 3-531-14302-6.